# Florence (Alabama)
Pour les articles homonymes, voir Florence (homonymie).
La ville de Florence est le siège du comté de Lauderdale, dans l'État de l'Alabama, aux États-Unis.
Au recensement de 2010, sa population était de 39 319 habitants. Elle est considérée comme le principal centre économique du nord-ouest de l'Alabama et est renommée pour ses festivités annuelles comme le W.C. Handy Music Festival en été. Dans la ville se trouve la Rosenbaum House une maison dessinée par l'architecte Frank Lloyd Wright, aujourd'hui inscrite au Registre national des lieux historiques.

## Géographie
La superficie de la ville est de 65 km2. Elle est située sur les bords des lacs artificiels Wilson et Pickwick qui ont été créés en retenant les eaux de la rivière Tennessee. Le barrage Wilson, autorisé par le président Woodrow Wilson en 1918 a été le premier construit sur la rivière.

## Histoire
Florence a été cadastrée pour la Cypress Land Company par l’Italien Ferdinand Sannoner, qui l'appela Florence d'après la capitale toscane. Elle a été incorporée en 1826.

## Démographie
Au recensement de 2000, la population était de 36 264 habitants dont 15 820 ménages et 9 555 familles résidentes.
Le revenu moyen par habitant était de 19 464 dollars, 20,4 % de la population était sous le seuil de pauvreté.
| 1850 | 1860  | 1870  | 1880  | 1890  | 1900  | 1910  | 1920   |
| ---- | ----- | ----- | ----- | ----- | ----- | ----- | ------ |
| 802  | 1 395 | 2 003 | 1 359 | 6 012 | 6 478 | 6 689 | 10 529 |

| 1930   | 1940   | 1950   | 1960   | 1970   | 1980   | 1990   | 2000   |
| ------ | ------ | ------ | ------ | ------ | ------ | ------ | ------ |
| 11 729 | 15 043 | 23 879 | 31 649 | 34 031 | 37 029 | 36 426 | 36 264 |

| 2010   | - | - | - | - | - | - | - |
| ------ | - | - | - | - | - | - | - |
| 39 319 | - | - | - | - | - | - | - |

## Personnalités liées à la ville
- Rebecca Harding Davis,
- W. C. Handy (1873-1958), l'un des pères du blues ;
- Sam Phillips, a découvert Elvis Presley ;
- Josh Willingham, joueur de baseball ;
- Charles Moore (en), photographe américain ;
- Dred Scott (1795-1858), anti-esclavagiste ;
- George Lindsey (1928-2012), acteur ;
- George W. Goethals, ingénieur en chef du canal de Panama ;
- Donna Jean Godchaux, chanteuse membre du groupe de rock Grateful Dead ;
- L'acteur Dewey Martin (1923-2018), a grandi dans la commune.

## Source
- (en) Cet article est partiellement ou en totalité issu de l’article de Wikipédia en anglais intitulé « Florence, Alabama » (voir la liste des auteurs).

1. ↑  « Statistiques des États-Unis - Profils des communautés de 2010 - Florence » (consulté en septembre 2020)